# Seismik
Die Seismik (auch Geoseismik; von altgriechisch σεισμός seismós „[Erd-]Erschütterung, Erdbeben“) ist ein Teilgebiet der Angewandten Geophysik, das Methoden zur Erforschung und Abbildung der oberen Erdkruste durch seismische Wellen umfasst. Im engeren Sinne wird mit Seismik oft die angewandte Seismik bzw. aktive Seismik bezeichnet, die nur mit künstlich angeregten Wellen arbeitet und im Gegensatz zur Seismologie und passiven Seismik steht, welche sich überwiegend mit Erdbebenwellen befassen.
Grundprinzip der Verfahren ist, dass die seismischen Wellen, während sie die Erdschichten durchlaufen, an Grenzflächen zwischen verschiedenen Gesteinen gebrochen und reflektiert und anschließend durch Aufnehmer (z. B. Geophone, Hydrophone) aufgezeichnet werden. Durch die Analyse der Laufzeiten und Wellenformen ergeben sich Rückschlüsse auf die geometrische Struktur der Grenzflächen und elastischen Eigenschaften der Gesteinsschichten.
Man unterscheidet zwischen Landseismik, die am Festland eingesetzt wird, und Seeseismik, die auf Wasseroberflächen Anwendung findet.

## Methoden
In der Seismik werden drei verschiedene Methoden unterschieden, die sich in der Datenerfassung, vor allem aber im Auswerteverfahren grundlegend unterscheiden.

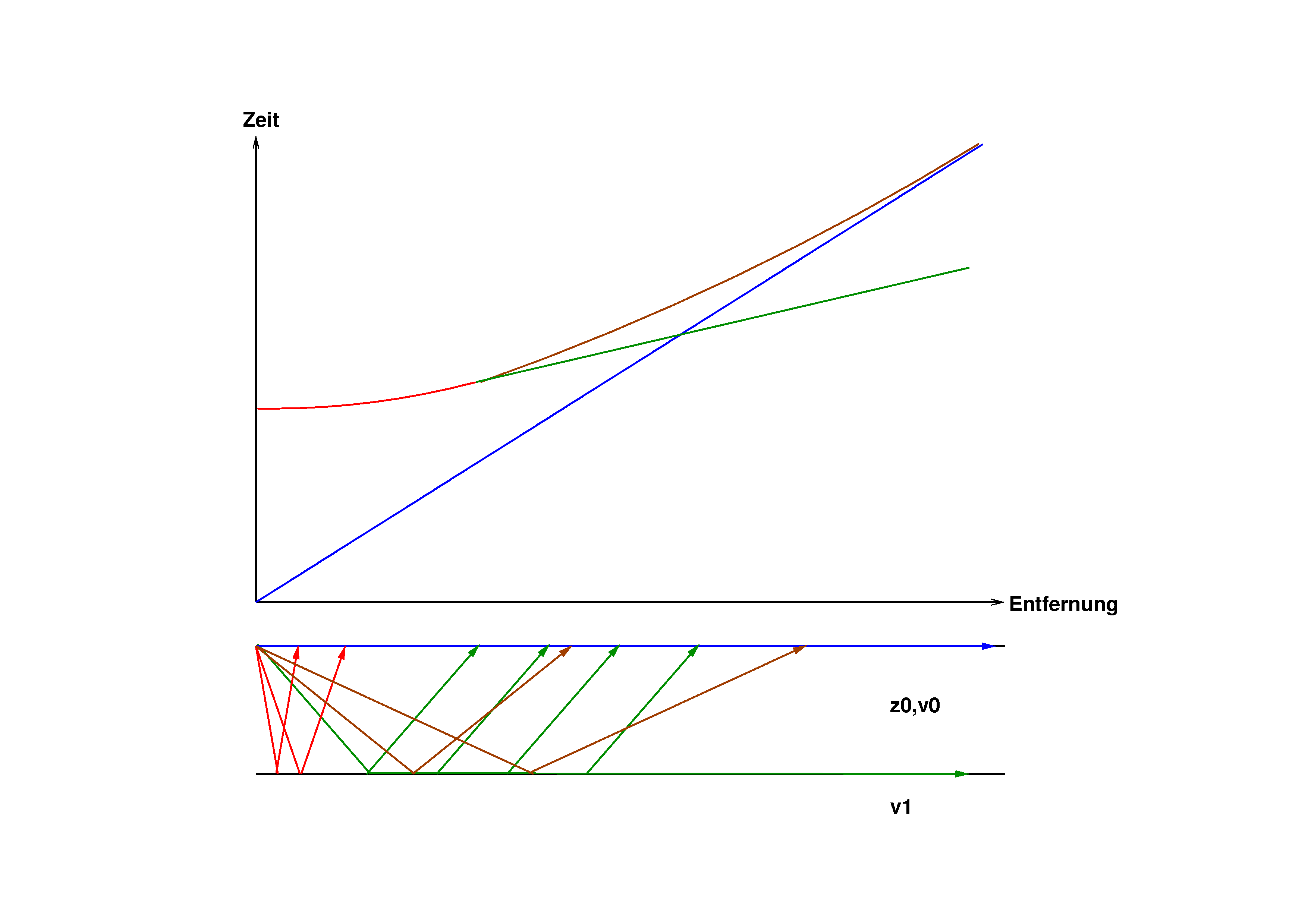
Schematische Laufzeitdiagramme verschiedener seismischer Wellen mit den dazugehörigen Strahlwegen. Blau: direkte seismische Welle, grün: Kopfwelle, rot: unterkritisch reflektierte Welle, braun: überkritisch reflektierte Welle

- Reflexionsseismik: Messung und Interpretation der Energie und Laufzeiten von seismischen Wellen, die an Trennschichten im Untergrund reflektiert werden. Reflexionen treten auf, wenn sich die akustische Impedanz im Untergrund ändert.
- Refraktionsseismik: Messung und Interpretation der Laufzeiten von seismischen Wellen, die an Trennschichten im Untergrund gebrochen (refraktiert) werden und sich dann als Kopfwelle entlang dieser Trennschichten fortpflanzen.
- Oberflächenwellenseismik: Messung und Interpretation der Dispersion, also der Abhängigkeit der Ausbreitungsgeschwindigkeit von der Frequenz, von seismischen Oberflächenwellen.

In Spezialanwendungen beispielsweise bei Bohrlochmessungen können Schallquellen und/oder Aufnehmer auch vertikal angeordnet werden (VSP: Vertical Seismic Profiling).
Um geologische Strukturen besser zu erkunden, werden die Ergebnisse der Refraktionsseismik mit denjenigen der Reflexionsseismik in geeigneter Weise miteinander kombiniert. Durch die sogenannte Hybride Seismik werden die jeweiligen Unzulänglichkeiten der einen Methode durch die Vorteile der anderen kompensiert.
Weitaus häufigst eingesetztes Verfahren ist die Reflexionsseismik. Sie wird vor allem bei der Suche nach Erdöl und Erdgas mit hoher räumlicher Auflösung und Lagegenauigkeit angewendet. Seit etwa 1990 werden vermehrt auch ingenieurgeologische Fragestellungen mit der Reflexionsseismik gelöst.
Die Refraktionsseismik ihrerseits wird bei speziellen Fragestellungen eingesetzt, seit Ende der 1980er Jahre noch vor allem bei der Erforschung des großskaligen Aufbaus der Erdkruste (bis unterhalb der Mohorovičić-Diskontinuität) sowie für ingenieurgeologische und geotechnische Anwendungen.

## Anwendungen
Die Seismik kommt in folgenden Bereichen zum Einsatz:
- Grundlagenforschung (wie baut sich der Untergrund auf)
- Exploration und Prospektion von Rohstoffen (Erdöl, Erdgas, Grundwasser, Thermal- und Mineralwässer, Baustoffe, Kies/Sand/Ton etc.)
- Untergrundstudien für Ingenieurbauten (z. B. Tunnel, Fundamente, Deponien, Hohlraumdetektion, Geothermiekraftwerke)
- Gefahrenanalysen für Standorte von Altlasten (z. B. Abgrenzung eines Deponiekörpers, Auffinden von Grundwasserströmen)
- Kartierung von Naturgefahren (beispielsweise Hanginstabilitäten, Bergsturz).

## Einsatzgebiete

### Landseismik
Bei der sogenannten Landseismik dienen als Anregungsquelle Hammerschläge, Fallgewichte, Knallpatronen, Sprengungen („Sprengseismik“) oder schwere Lkw mit Schwingmaschinen (Vibroseis-Verfahren) an so genannten Schusspunkten. Die Signalaufnahme erfolgt üblicherweise mit Geophonen, seltener auch mit Seismometern oder Beschleunigungssensoren (Accelerometer), welche entlang von Profillinien oder flächig positioniert werden.

### Seeseismik
Seismische Messungen auf der freien Wasseroberfläche werden allgemein als Seeseismik bezeichnet. Früher wurden dazu ebenfalls Sprengungen gezündet, um die nötigen Schallwellen zu erzeugen. Dies war jedoch aufwendig und gefährlich. Daher werden heute fast ausschließlich Luftpulser (Airgun) eingesetzt. Die Messungen erfolgen mit Hydrophonen, die normalerweise an Streamern hinter einem oder mehreren Messschiffen durchs Wasser gezogen werden. Bei dem Streamer handelt es sich um einen mehrere Kilometer langen Schlauch, gefüllt mit einigen hundert Hydrophonen zur Aufzeichnung reflektierter Schallwellen.

### Übergangszone Wasser–Land (Transition Zone)
Messungen können auch gemischt an Land und See durchgeführt werden. Dazu werden an Land beispielsweise Geophone installiert, während im Wasser Hydrophone verwendet werden. Auf diese Weise kann in Sümpfen oder Wattengebieten gearbeitet werden.
Für spezielle Aufgaben können auch sogenannte OBS (Ocean Bottom Seismometer) auf dem Meeresgrund versenkt werden, die dort ebenfalls die Schallwellen registrieren.

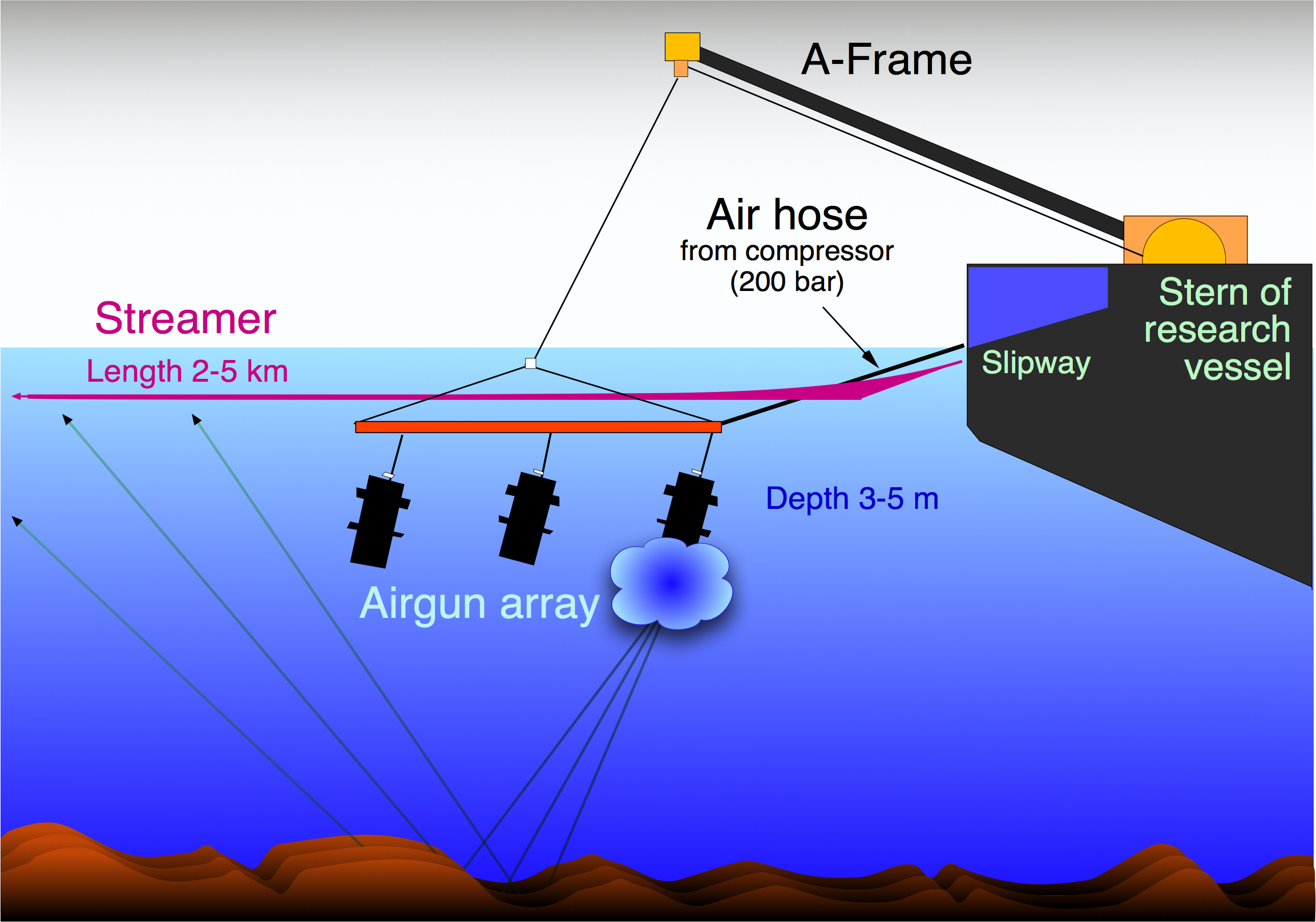
Anordnung von Luftpulsern und Streamer am Achterschiff für die Aufnahme eines geophysikalischen Profils
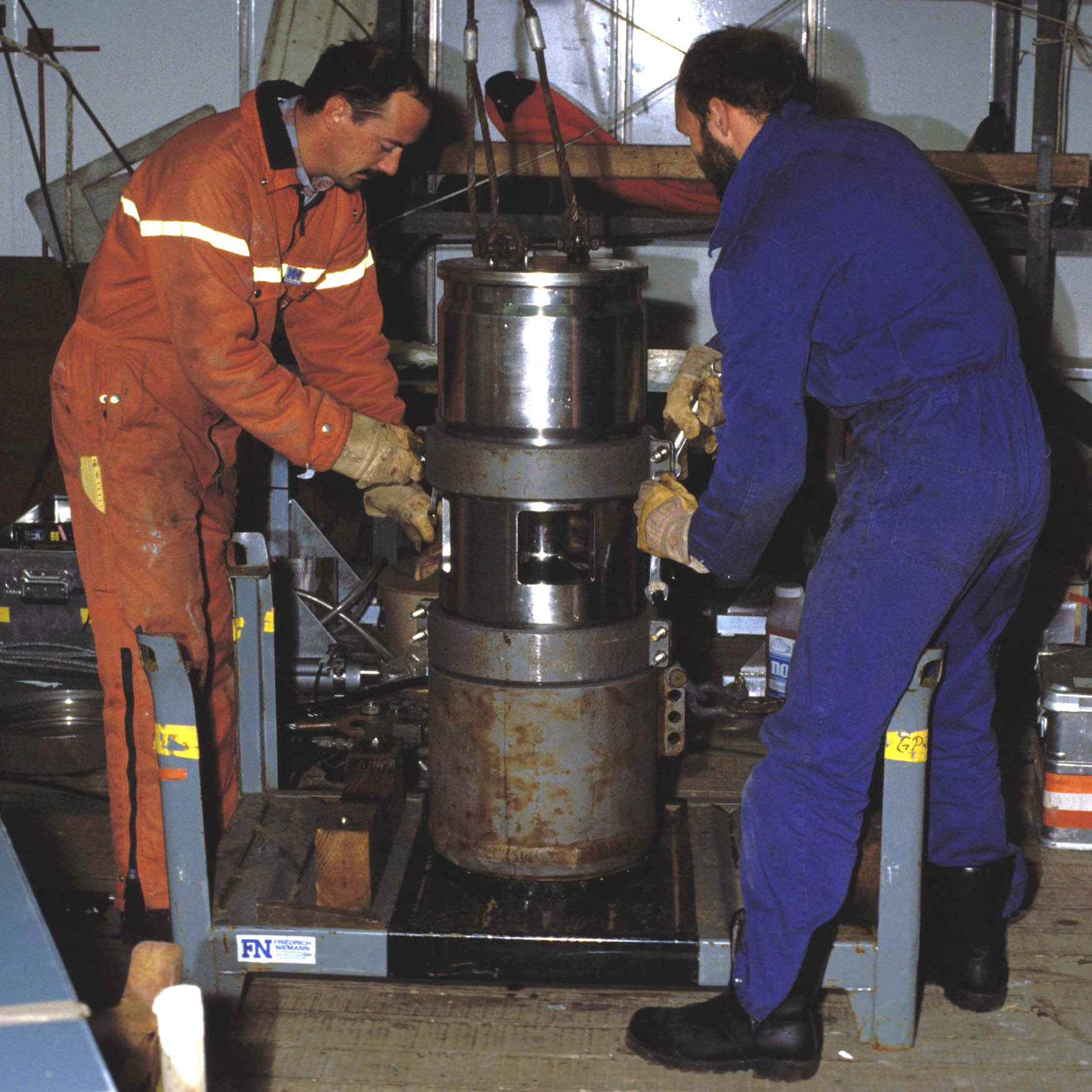
Luftpulser zum Erzeugen von Schallwellen für marine Seismik
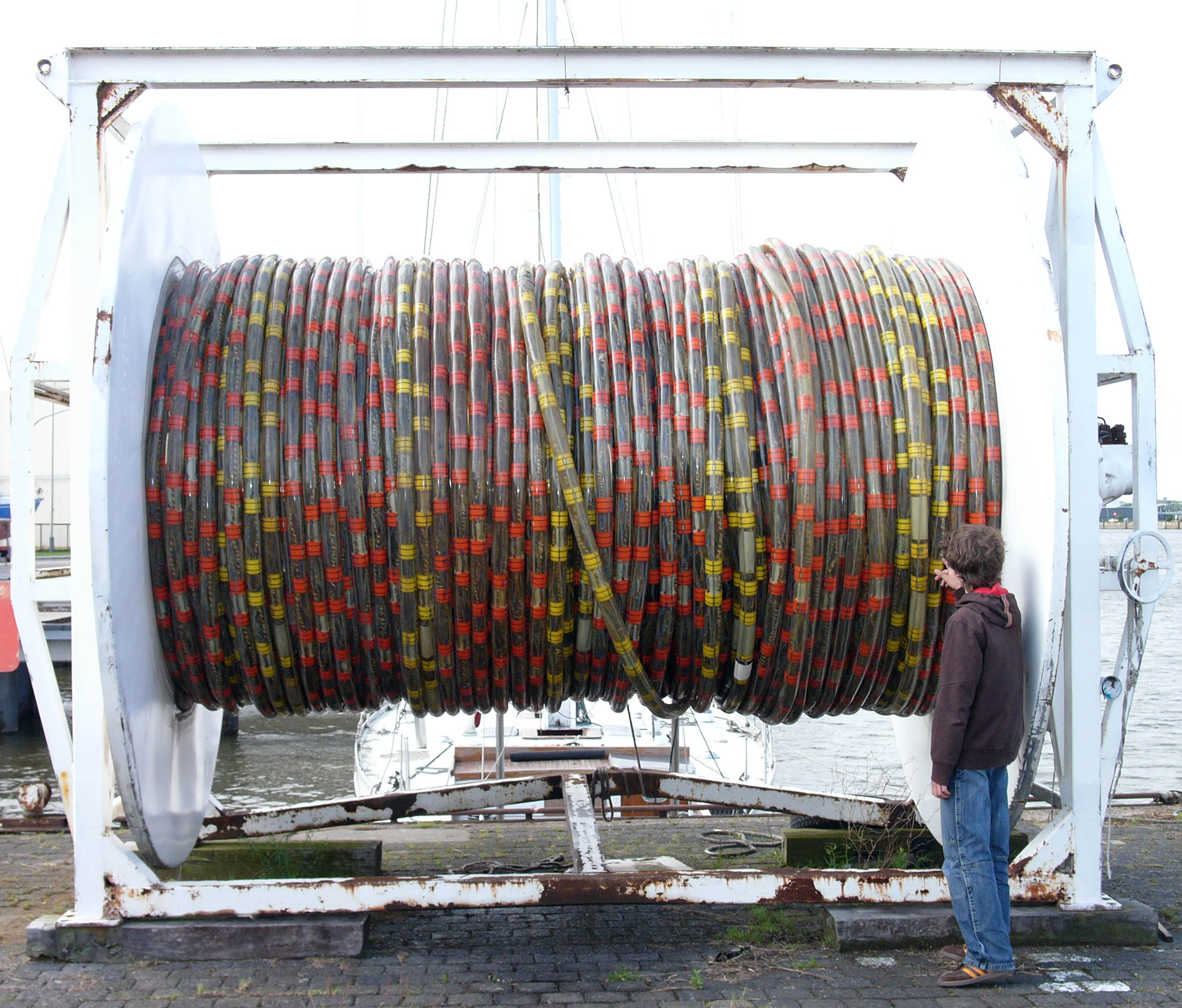
Winde mit Streamer zur Aufzeichnung der reflektierten Wellen
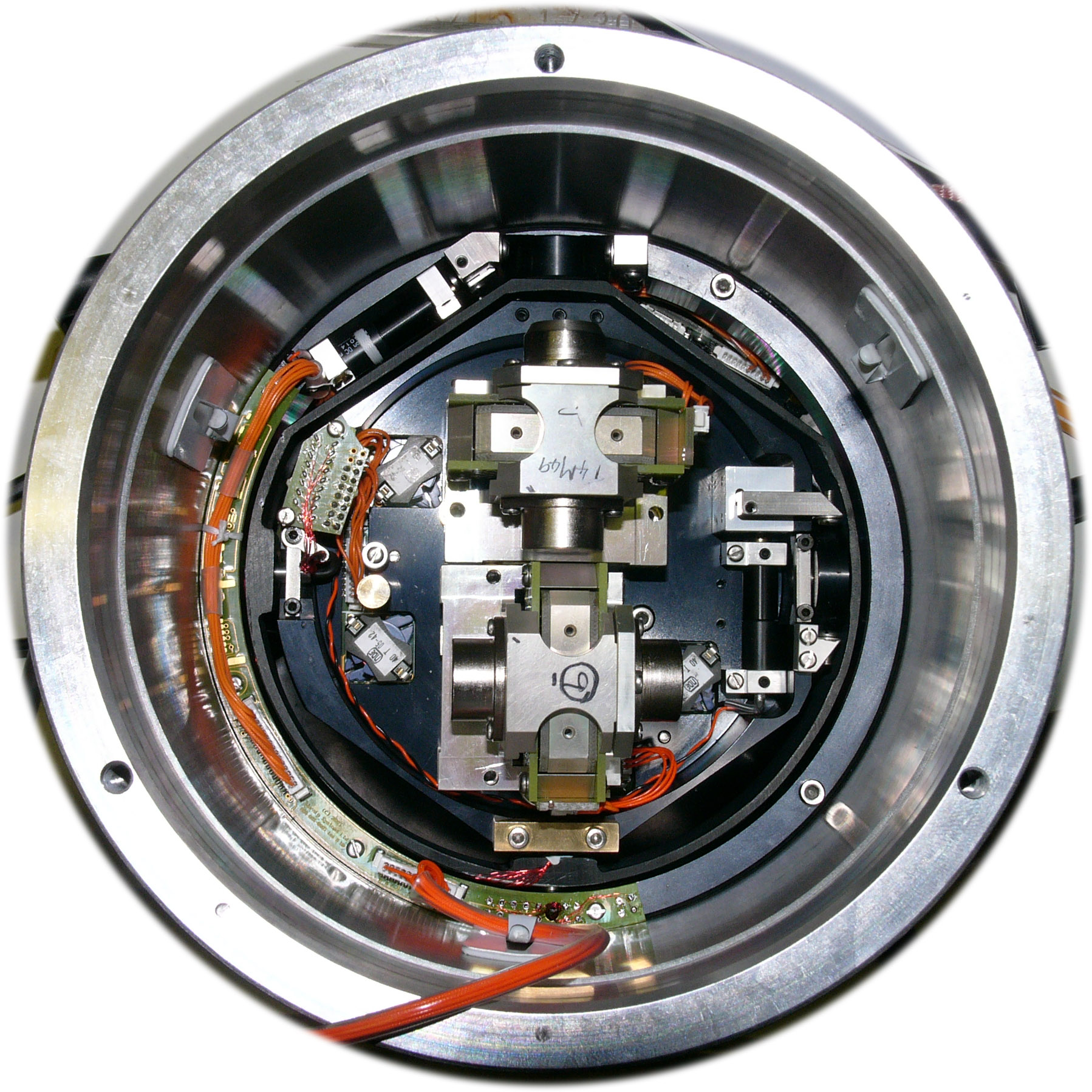
Ozeanbodenseismometer OBS im Druckzylinder (geöffnet)

## Einsatzbereich
Die Seismik wird bei Fragestellungen zu verschiedenen Tiefenlagen eingesetzt, wobei die Grenzen diffus sind und sich nicht etwa durch grundsätzlich unterschiedliche Messverfahren unterscheiden.
- ultrahochauflösende Seismik: im Ingenieurbereich und der Archäometrie bis ca. 20 m Tiefe, Stationsabstand 5 bis 20 cm in der Reflexionsseismik, 2 bis 3 m für die Oberflächenwellenanalyse
- hochauflösende Seismik: bis ca. 300 m Tiefe, Stationsabstand ca. 1 bis 3 m
- „normale“ Seismik: bis ca. 6 km Tiefe, Stationsabstand bis 50 m
- Krustenseismik: bis max. 100 km Tiefe, Stationsabstand mehrere 100 Meter bis Dutzende Kilometer

## Auswirkungen seismischer Untersuchungen auf die Tierwelt
Der Betrieb seismischer Quellen kann wegen des Lärms für Meerestiere in ihrem Einzugsbereich störend, schädlich und unter Umständen auch tödlich sein. Wichtige Parameter sind hierbei unter anderem das Frequenzspektrum und der Schalldruck einer seismischen Quelle. Verschiedene Tierarten reagieren auf bestimmte Frequenzspektren mitunter sehr unterschiedlich. Die Schüsse werden gewöhnlicherweise im Abstand von wenigen Sekunden gefeuert, der Schalldruckpegel kann bis zu 270 dB erreichen.
Tiere werden auch von Schiffslärm stark gestört.